# إبراهيم شاه سلطان قدح
بادوكا سري السلطان إبراهيم شاه بن السلطان محمود شاه الأول (توفي 9 أغسطس 1373) كان سادس سلاطين قدح. كان عهده من 1321 إلى 1373. أسس عاصمته في كوتا سيبوتيه في مايو 1323.